# Paola Turbay
Pour les articles homonymes, voir Turbay.
Paola Turbay, née le 29 novembre 1970 à Houston, est une mannequin et actrice américano-colombienne.

## Biographie
Elle est d'origine libanaise.
En 1991, elle participe et gagne à Miss Colombie. Elle participe à Miss Univers en 1992 et est élue 1re dauphine Miss Univers.
Le 24 décembre 1994, elle se marie avec Alejandro Estrada ; ils ont deux enfants.
Elle étudie la psychologie à l'université des Andes (Colombie). Elle devient présentatrice de télévision dans l’émission Hola Paola.
En 2002, elle part en Floride étudier le théâtre et joue dans des séries colombiennes.
En 2007, elle débute dans des séries américaines.

## Filmographie
- 1994 : O todos en la cama
- 1995 : Leche
- 2001 : Eco moda
- 2002 : Noticias calientes
- 2004 : Las noches de Luciana
- 2004 : Perdre est une question de méthode
- 2005 : Lenny the Wonder Dog
- 2007 : L'Amour aux temps du choléra
- 2007 : Cane
- 2008 : Californication
- 2008 : Novel Adventures
- 2009 : Meteor
- 2009 : The Cleaner
- 2010 : The Closer : L.A. enquêtes prioritaires
- 2011 : Mentalist
- 2011 : True Blood : Antonia Gavilan
- 2011 : Les Experts : Miami : Meredith Ramsey
- 2012 : La Vie secrète d'une ado ordinaire
- 2013 : Royal Pains
- 2013 : Mentiras Perfectas
- 2014 : Killer Women

## Télévision

### Séries télévisées
- 2017 : The Blacklist (Saison 4 Episode 16) (Dr Sophia Gallup)
- 2017 : Harry Bosch : Anita Benitez (saison 3, épisodes 1 à 9)